# Церква Пресвятої Євхаристії (Львів)
49°50′34″ пн. ш. 24°2′3″ сх. д. / 49.84278° пн. ш. 24.03417° сх. д.
Це́рква Пресвято́ї Євхари́стії — греко-католицька церква в центральній частині Львова, у зоні всесвітньої спадщини ЮНЕСКО. Діє в приміщенні колишнього римо-католицького домініканського косте́лу Божого тіла у Львові. Храм у 1990-тих роках передано УГКЦ, і він був освячений на честь Пресвятої Євхаристії.

## Історія
Барокову будівлю сучасного храму закладено в 1749 році за проєктом інженера й архітектора Яна де Вітте. З того часу і до ІІ світової війни у приміщенні сучасної церкви знаходився костел Божого Тіла римо-католицького монастиря ордену Домініканців.
За радянських часів у соборі та будівлях монастирських келій влаштували склади, а з 1973 року в цих спорудах розмістили Музей історії релігії та атеїзму.
У 1990-тих роках храм передано УГКЦ та освятили на честь Пресвятої Євхаристії.

## Опис
Собор споруджений у стилі пізнього бароко за західноєвропейским зразком. Кам'яний, в плані він зображає витягнутий хрест з овальною центральною частиною і двома дзвіницями по боках. Звеличує церкву величезний еліптичний купол. Масивні здвоєні колони підтримують галереї і ложі, прикрашені дерев'яними статуями роботи львівських скульпторів другої половини 18 століття. Над галереями — колони барабана, що підтримують купол. Під банею костелу — цитата латинською мовою з Першого послання Тимофію: «Soli Deo honor et gloria» («Єдиному Богу честь і хвала»).
Антоній Осінський і Матвій Полейовський виконали різьби для костелу. В інтер'єрі храму збереглися скульптури Себастьяна Фесінґера.
До головної нави собору примикають кілька каплиць:
- св. Антонія (перша справа) з іконою святого роботи львівського майстра Гарра 1838 р.
- імені Христа з пам'ятною таблицею д-ра Тадеуша Жулінського (пом. 1885, автор Томаш Дикас), з іншої сторони — поетці Марії Бартус (?—1885) з погруддям роботи Вісьньовецького та віршем Ленартовича; має псевдорококовий вітар з різьбою «Серце Ісуса» Війтовича (1912)
- каплиця св. Яцека з іконою М. Яблонського, є передсінком до наступної
- каплиця Потоцьких (також Богоматері Яцкової, пол. Panny Matki Jackowiej[2]), споруджена після 1764 року; на думку М. Орловича, одна з перших споруд з ознаками класицизму у Львові, кошти для будівництва надав М. В. Потоцький[3]
- будівля монастирських келій, перебудована заново у 1556–1621 роках і відновлена після пожеж 1766 і 1778 років. Будівля кам'яна, прямокутна в плані, трьохповерхова, з двома внутрішніми двориками, з типовою для монастирських будівель коридорною системою планування і арковими перекриттями.
- каплиця св. Вінцентія з іконою М. Яблонського,
- каплиця св. Домініка зі старою іконою в новому псевдорококовому вітарі з ампіровим нагробком графині Юзефи Дунін-Борковської (?—1811) роботи Торвальдсена
- каплиця св. Томи з Аквіну з іконою М. Яблонського, рококовою різьбою Христа Милосердного.[4]